# Etienne Fallot de Beaumont
Etienne Fallot de Beaumont (Avignon, 1 april 1750 – Parijs, 26 oktober 1835) was een Frans rooms-katholiek priester en bisschop van achtereenvolgens Vaison, Gent en Piacenza.

## Levensloop
Étienne André François (de Paul) de Fallot de Beaupré de Beaumont behoorde tot de kleine adel in Zuid-Frankrijk, in een streek die behoorde tot de Pauselijke staten. Hij was de zoon van Jean Joseph de Fallot de Beaupré de Beaumont (baron de Beaumont et Montserein) en Jeanne de Mazade.
Hij werd van in zijn prille jeugd voorbestemd tot de geestelijke staat en volbracht zijn studies in Avignon, eerst bij de jezuïeten en vervolgens bij de sulpicianen.
Op 18 september 1773 werd hij tot priester gewijd en in augustus 1774 behaalde hij het licentiaat in de beide rechten. Hij werd al vroeg kanunnik van de kathedraal van Agde en, dankzij de bescherming van de Parijse aartsbisschop Christophe de Beaumont (naamgenoot maar geen familie) werd hij in 1776 groot-vicaris in Blois. In 1781 ontving hij een prebende op de abdij Sept-Fontaines in het bisdom Langres.

## Bisschop

### Bisschop van Vaison
Op 16 december 1782 werd hij benoemd tot coadjutor van het kleine bisdom Vaison (Comtat Venaissin) in Frankrijk, dat amper 43 parochies telde, en tot titulair bisschop van Sebastopolis (Georgie). Op 21 december 1782 werd hij gewijd door de laatste pretendent uit het Engelse huis Stuart, kardinaal Henry Stuart. Hij was slechts 32 jaar.
In 1786 volgde hij op als bisschop van Vaison. In 1789 moest hij, ingevolge de revolutie, ontslag nemen.

### Clandestien
In 1790 werd het bisdom Vaison opgeheven. In 1792 werd Fallot aangeklaagd voor de Assemblée nationale omdat hij zich in het openbaar zou verheugd hebben over het afslachten van revolutiegezinden. Hij vluchtte naar Italië en hield zich schuil in Mendrisio (Zwitsers kanton Ticino). In 1795 was hij zo berooid dat hij naar de Pauselijke staten trok en steun aan de paus ging vragen. Hij hoopte in Rome een betrekking te kunnen vinden, maar werd naar Bologna verwezen, waar hij bij de augustijnen zijn intrek nam.
In 1797 keerde hij naar Frankrijk terug en vestigde zich in Marseille. Na de staatsgreep van 18 fructidor an V (4 september 1797) moest hij onderduiken en werd hij zeer actief in de clandestiene kerk. De staatsgreep van 18 Brumaire, An VIII (9 november 1799), gaf hem hoop op eerherstel. Het Concordaat van 15 juli 1801 betekende een nieuwe organisatie voor de katholieke kerk. Het bisdom Vaison bleef opgeheven en Fallot aanvaardde vrijwillig zijn ontslag te bevestigen. Hij liet aan de Eerste consul weten dat hij hem steunde en graag een passende functie wilde verkrijgen. Hij spande zich in om een nieuw bisdom toegewezen te krijgen, en had hierbij het geluk dat tot de ambtenaren die de lijst van de kandidaten opmaakten enkele van zijn streekgenoten behoorden die hem genegen waren.

### Bisschop van Gent
Op 17 april 1802 werd Fallot tot bisschop van het (ten gevolge van het Concordaat met de bisdommen Ieper en Brugge uitgebreid) bisdom Gent gekozen en op 15 mei 1802 werd hij benoemd.  Op 10 juni deed hij zijn plechtige intrede in Gent.
Hij begreep dat het hier een belangrijke blijk van vertrouwen betekende, want het ging om een groot bisdom (qua oppervlakte en aantal inwoners), met een lange kuststrook tegenover de erfvijand Engeland. 
Hij vertrok toch eerder met slepende voeten naar zijn bisschopsstad, enerzijds omdat hij in een gebied kwam waar de grote meerderheid Nederlands sprak en omdat hij, man van het Zuiden, zich zou moeten aanpassen aan het vochtige koude Noorden.
Hij nam al snel een zekere onafhankelijkheid aan tegenover het burgerlijke gezag, ook al waren zijn verhoudingen met de prefecten van het Scheldedepartement en het Leiedepartement uitstekend. Hij gaf echter weinig om de impulsen die vanuit Parijs kwamen om een gallicaanse gedraging aan te hangen. Zo verkreeg hij van minister Portalis dat de 'gallicaanse verklaring' van 1682, die het principe van een zelfstandige Franse kerk voorhield, niet in zijn seminarie moest onderwezen worden. Hij richtte zeer weinig vragen tot de burgerlijke overheid, maar wendde zich bij voorkeur tot de kardinaal-legaat of desnoods rechtstreeks tot Rome.
Anderzijds had hij een bijna blinde verering voor Napoleon. Bij iedere overwinning van de consul en weldra keizer hield hij een plechtig Te Deum. Wanneer herderlijke brieven moesten gepubliceerd worden ter ere van de keizer, dan gaf hij daar zonder probleem gevolg aan. Het werd door de clerus in Vlaanderen niet geapprecieerd dat hij ze opdroeg mee te werken aan het welslagen van de conscriptie. Ook zijn goedkeuring van de keizerlijke eenheidscatechismus viel niet in goede aarde. In die catechismus werd immers Napoleon verheerlijkt.
Fallot ontpopte zich tot een organisator. Reeds na enkele maanden was de indeling in dekenijen en parochies voor zijn grote bisdom klaar en waren de benoemingen gedaan. Hij was hiermee de eerste onder de bisdommen in de Zuidelijke Nederlanden. In tegenstrijd met het unitaire streven dat in Parijs van hem werd verwacht, deelde hij zijn bisdom in drie administratieve eenheden in, waarbij hij aan de vroegere bisdommen Brugge en Ieper een grote zelfstandigheid verzekerde.

#### Kanunnik Triest en de armenzorg
Fallot was bekommerd om de armoede die hij rond zich zag, vooral dan in zijn bisschopsstad. Hij werkte hand in hand met de prefect van het departement om een betere bijstand te verlenen, door het steviger organiseren van het Bureel van weldadigheid en de Armenzorg, door het het beschikbaar stellen van woningen, het organiseren van ziekenhuizen, psychiatrische inrichtingen, enz.
Hij maakte nader kennis met Petrus Jozef Triest en haalde hem van zijn landelijke parochie naar Gent, waar hij de spilfiguur werd van alles wat liefdadige voorzieningen was, zowel in de publieke als in de private sector.

#### Zusters van Liefde van Jezus en Maria
Een van de initiatieven van Triest die door Fallot ten volle werd ondersteund, was de oprichting in 1803 van een kloostercongregatie die zich inzette voor de ziekenzorg, de Zusters van Liefde van Jezus en Maria die, dankzij de steun van de bisschop en zijn goede contacten in Parijs, door de Franse overheid werd aanvaard. Fallot was van zo nabij bij deze congregatie betrokken dat hij ze mijn congregatie noemde.
Ook aan de door Triest in 1807 opgerichte Broeders van Liefde gaf hij nog zijn steun, alvorens naar Piacenza te vertrekken.

#### Het heropgerichte seminarie
Zoals in de meeste bisdommen, werd Fallot geconfronteerd met een groot tekort aan priesters. De revolutiejaren hadden een ravage aangericht, door sluiting van seminaries, deportaties, aangemoedigde uittredingen, enz.
Kort na zijn aantreden heropende hij het bisschoppelijk seminarie dat door de eigen Franse overheid in 1798 gesloten was. Daarvoor organiseerde hij dan ook onmiddellijk een groot-seminarie in de schaduw van de Sint-Baafskathedraal. Om voor dit seminarie te kunnen rekruteren, moedigde hij bisschoppelijke colleges aan.
Ook stichtte hij - onder invloed van Ludovicus Caytan - het Klein Seminarie Roeselare, dat een kweekschool moest worden voor jonge seminaristen. Hij vertrouwde er de leiding van toe aan enkele priesters van zijn bisdom maar hoofdzakelijk aan paters van het Geloof, een priestervereniging dat zich er op voorbereidde om de verboden Jezuïetenorde weer op te richten.

#### Fallot en het stevenisme
Omdat hij zelf gedurende verschillende jaren ondergronds had gewerkt, vertoonde Fallot een opvallend geduld met de priesters die het moeilijk hadden om zich aan de verplichtingen van het Concordaat te onderwerpen. Petrus Triest was hiervan een voorbeeld. Hij weigerde immers om gevolg te geven aan de verplichting een kerkelijk huwelijk slechts in te zegenen nadat een burgerlijk huwelijk had plaatsgevonden. Zijn bisschop beschermde hem tegen rechterlijke vervolging en plaatste hem over naar een rustige parochie.
Triest was niet zo ver gegaan dat hij zich aansloot bij de buiten de kerk getreden stevenisten maar sommige anderen hadden dit wel gedaan en Fallot stond steeds beschikbaar om ze weer op te nemen bij zijn clerus en weer een parochiefunctie te geven.

### Bisschop van Piacenza
Na vijf jaar was Fallot van oordeel dat hij zijn contract was nagekomen en een aanzienlijk werk had verricht dat hem het recht gaf om opnieuw een bisdom in een zonniger klimaat te mogen krijgen. Hij had zijn oog op Orléans laten vallen, maar men nam hem op zijn woord wat betreft de zon en stuurde hem in maart 1807 naar het bisdom Piacenza in Italië.
Hij bleef een trouwe supporter van Napoleon met als gevolg dat hij in 1808 tot baron de l'Empire werd verheven. Hij nam deel aan het concilie dat door Napoleon in 1811 in Parijs werd bijeengeroepen en in de discussies steunde hij de zienswijzen van de keizer. Hij behoorde ook tot de delegatie van acht bisschoppen die naar Savona trokken om er van de paus nieuwe toegevingen te bekomen.

### Bisschop van Bourges (benoemd, niet bevestigd)
In 1813 werd Fallot dan eindelijk in het Franse bisdom Bourges benoemd door de keizer, benoeming die door de paus nooit zou erkend worden. Hij spande zich in om er zich zo diplomatisch mogelijk op te stellen, zonder de keizer of de paus te misnoegen. Datzelfde jaar werd hij belast met een bezoek aan de gevangen paus Pius VII in Fontainebleau om hem nieuwe voorstellen te doen. Hij bekwam geen toegevingen. Een tweede zending in 1814 had al evenmin succes.
Ook nog in 1813 werd hij tot comte d'Empire bevorderd. Dit was natuurlijk geen aanbeveling toen eenmaal de monarchie was hersteld. Fallot spande zich in om in een goed blaadje te komen en zong een Te Deum om de terugkeer van de Bourbons plechtig te vieren.

### Emeritaat
Nu zijn beschermheer in Parijs verdwenen was, werd hij vanuit Rome aangevallen omwille van de steun die hij aan de politiek van de keizer had gegeven. De paus bleef weigeren om hem te erkennen als bisschop van Bourges. Tijdens de Honderd Dagen kreeg hij nieuwe hoop. Hij werd aangesteld als hoofdaalmoezenier van het keizerlijk hof en zat grote godsdienstige plechtigheden voor. Hij werd ook nog lid van de Chambre des pairs.
Toen de Bourbons terug waren en iedere terugkeer van Napoleon onmogelijk werd, zag het er voor Fallot niet goed uit. Hij was nog steeds niet erkend voor de zetel in Bourges en kon dit nu wel vergeten. Hij bleef bisschop van Piacenza maar in 1817 moest hij ook daar ontslag nemen. De aartshertogin van Parma, de voormalige keizerin en echtgenote van Napoleon, Marie-Louise, verzekerde hem dat hij een jaarlijks pensioen van 12.000 fr zou ontvangen, te betalen door zijn vroeger bisdom.
Hij ging in Parijs wonen, waar hij de laatste twintig jaar van zijn leven onopvallend doorbracht. Hij overleed op 85-jarige leeftijd.

## Publicaties
- Discours prononcé par Mgr. l'évêque de Gand à l'occasion de la prestation de serment par le clergé du diocèse en l'église cathédrale, le dimanche 26 décembre (5 nivôse An XI), Gent, 1802
- Recueil de quelques brefs pontificaux et de toutes les lettres pastorales et instructions de Mgr. E. A. F. de P. Fallot de Beaumont, évêque de Gand, 2 volumes, Brugge, 1807

## Archieven en bronnen
- Archief bisdom Gent, Acta van de bisschoppen, Fonds Fallot de Beaumont
- Archief bisdom Brugge, Fonds Y, bisdom Ieper, Acta en briefwisseling Vermeesch
- Archives Nationales (Parijs), Algemene politie en erediensten
- Archivi Stato del Vaticano, Fonds Processi del Vescovi Consistoriali, n° 182 en Fonds Congregazione degli Affari Ecclesiastici Straordinari, Piacenza.
- Archief bisdom Piacenza
- Archief bisdom Bourges